# Here I Stand (Spiel)
Here I Stand: Wars of the Reformation 1517–1555 ist ein Strategie-Wargame für zwei bis sechs Spieler, das 2006 von GMT Games veröffentlicht wurde. Es handelt sich dabei um ein kartenbasiertes Brettspiel, das die Reformation zum Thema hat. Die deutsche Version wurde 2010 von Udo Grebe Gamedesign veröffentlicht. Die Spieldauer beträgt etwa drei bis sechs Stunden. Im Jahr 2017 wurde das Kriegsspiel in einer Neuauflage unter dem Titel Here I Stand: 500th Anniversary mit einer kleinen Erweiterung veröffentlicht.

## Spielbeschreibung
Here I Stand ist ein karten-basiertes Wargame, in dem die Spieler zur Zeit des frühen 16. Jahrhunderts, während der Reformation, um religiösen und politischen Einfluss kämpfen. Im Spiel übernehmen die Spieler eine der sechs Fraktionen, entweder die Habsburger, das Osmanische Reich, England (Church of England), Frankreich, das Papsttum oder die Protestanten. Das Spiel beginnt 1517 und endet im Jahr 1555. Es ist in neun Runden gegliedert, von denen jede vier Jahre Geschichte abbilden.
In jeder Spielrunde spielt jeder Spieler nacheinander eine seiner Karten aus. Wie in vielen anderen kartenbasierten Brettspielen, wie etwa Gleichgewicht des Schreckens, hat jede Karte einen Kommandopunkte genannten Wert. Diese Punkte können genutzt werden, um verschiedene politische, religiöse oder erforschende Aktionen auszuführen. Möglichkeiten dafür wären seine Armeen oder Flotten zu bewegen, Festungen zu belagern, Übersee-Kolonien zu gründen, religiöse Debatten zu führen oder ketzerische Bücher zu verbrennen. Alternativ stehen auf den Karten auch verschiedene Ereignisse, die statt der Kommandopunkte ausgespielt werden können. Dies können entweder tatsächliche historische Ereignisse sein, wie etwa dem Konzil von Trient oder allgemeine Ereignisse sein, wie das Bestechen feindlicher Söldner.
Sieger des Spiels ist derjenige, der als erster 25 Siegpunkte erhält, oder derjenige, der am Ende des Spiels die meisten Siegpunkte sammeln konnte. Siegpunkte können auf verschiedene Arten erreicht werden, jede der sechs Fraktionen hat etwas unterschiedliche Bedingungen, um an Siegpunkte zu gelangen. Beispiele, um an Siegpunkte zu gelangen, können die Kontrolle über wichtige Städte oder Gewinnen von Kurfürstenwahlen, das Erforschen der Neuen Welt, der Tod gegnerischer, religiöser Anführer, das Bauen von Burgen oder Kathedralen oder schließlich erfolgreiche Piratenstreifzüge sein.

## Veröffentlichung
Here I Stand wurde erstmals im Jahr 2006 vom US-amerikanischen Verlag GMT Games veröffentlicht. Das Spiel wurde von Ed Beach, Matthew Beach und Dave Cross konzipiert. Im Jahr 2010 brachte GMT Games eine Neuauflage von dem Spiel heraus, die bei Udo Grebe Gamedesign als deutsche Übersetzung erschien. Im Jahr 2017 erschien die dritte Auflage von Here I Stand, die leicht überarbeitet und mit einer kleinen Erweiterung von sechs zusätzlichen Karten unter dem Titel Here I Stand: 500th Anniversary veröffentlicht wurde.
Ein thematischer Nachfolger namens Virgin Queen, der Titel spielt auf die englische Königin Elisabeth I. an, behandelt die zweite Hälfte des 16. Jahrhunderts und wurde 2012 ebenfalls von GMT Games veröffentlicht.

## Rezeption
Here I Stand gewann im Jahr 2006 den Charles S. Roberts Award in der Kategorie Best Pre–World War II Boardgame. Außerdem wurde das Spiel 2006 und 2007 für den Golden Geek Award nominiert.